# Jacques Ladègaillerie
Jacques Ladègaillerie, född den 10 januari 1940 i Sartrouville, Frankrike, är en fransk fäktare.
Han tog OS-silver i herrarnas individuella tävling i värja i samband med de olympiska fäktningstävlingarna 1972 i München.